# Mikaela Matthews
Mikaela Matthews (Apple Valley (Californië), 24 december 1991) is een Amerikaanse freestyleskiester, ze is gespecialiseerd op het onderdeel moguls.

## Carrière
Bij haar wereldbekerdebuut, in januari 2012 in Lake Placid, scoorde Matthews direct wereldbekerpunten. Twee weken na haar debuut behaalde ze in Deer Valley haar eerste toptienklassering in een wereldbekerwedstrijd. In februari 2013 stond de Amerikaanse in Inawashiro voor de eerste maal in haar carrière op het podium van een wereldbekerwedstrijd. Op de wereldkampioenschappen freestyleskiën 2013 in Voss eindigde Matthews als elfde op het onderdeel dual moguls en als veertiende op het onderdeel moguls. Op 12 december 2015 boekte ze in Ruka haar eerste wereldbekerzege.

## Resultaten

### Wereldkampioenschappen
| Jaar | Plaats | Resultaten                 |
| ---- | ------ | -------------------------- |
| 2013 | Voss   | 11e Dual Moguls 14e Moguls |

### Wereldbeker
Eindklasseringen
| Seizoen   | Algm | MO  |
| --------- | ---- | --- |
| 2011/2012 | 80e  | 22e |
| 2012/2013 | 35e  | 11e |
| 2013/2014 | 186e | 38e |
| 2014/2015 | 69e  | 18e |
| 2015/2016 | 29e  | 6e  |
| 2016/2017 | 64e  | 14e |
| 2017/2018 | 103e | 19e |

Wereldbekerzeges
| Datum            | Plaats | Onderdeel   |
| ---------------- | ------ | ----------- |
| 12 december 2015 | Ruka   | Dual Moguls |